# Viva Elvis
Viva Elvis (также обозначается Viva ELVIS) — ремиксовый альбом Элвиса Пресли, представляющий собой саундтрек к одноимённому представлению 2010 года цирковой труппы Цирк дю Солей, посвящённому жизни и творчеству певца.
Альбом создавался наподобие Love The Beatles то есть содержит различные семплы со студийных дублей, репетиций, реплик из фильмов и интервью; но, в отличие от Love, все композиции обрели новые аранжировки, модернизировав привычное звучание Пресли. Данный шаг получил различные оценки критиков.
Треки на альбоме переаранжированы и удлинены в сравнении с версиями для шоу. В саундтрек вошли не все композиции, задействованные в представлении; при этом инструментальные версии песен «Memories» и «You'll Never Walk Alone», напротив, в шоу не звучали.

## Список композиций
| №   | Название                                    | Микширование                       | Длительность |
| --- | ------------------------------------------- | ---------------------------------- | ------------ |
| 1.  | «Opening (Also sprach Zarathustra)»         | Erich Van Tourneau, Robert Meunier | 2:11         |
| 2.  | «Blue Suede Shoes»                          | Serban Ghenea                      | 3:11         |
| 3.  | «That's All Right»                          | Brendan O'Brien                    | 4:41         |
| 4.  | «Heartbreak Hotel»                          | Brendan O'Brien                    | 4:55         |
| 5.  | «Love Me Tender»                            | Erich Van Tourneau, Robert Meunier | 4:13         |
| 6.  | «King Creole»                               | Erich Van Tourneau, Robert Meunier | 4:26         |
| 7.  | «Bossa Nova Baby»                           | Serban Ghenea                      | 3:07         |
| 8.  | «Burning Love»                              | Serban Ghenea                      | 4:15         |
| 9.  | «Memories»                                  | Erich Van Tourneau, Robert Meunier | 0:54         |
| 10. | «Can't Help Falling In Love»                | Serban Ghenea                      | 4:39         |
| 11. | «You'll Never Walk Alone» (piano interlude) | Erich Van Tourneau, Robert Meunier | 1:27         |
| 12. | «Suspicious Minds»                          | Brendan O'Brien                    | 4:24         |

Для каждой страны, в которой проводилось представление, бонус-треком шла версия «Love Me Tender» в исполнении вокалиста из этой страны:
- — Anna Puu
- — Lisa Lois
- — Amel Bent
- — Russian Red
- ( + Wal-Mart Exclusive) — Thalía
- — Jessica Mauboy
- — Dani Klein
- — Marie-Mai
- — Aurea
- — Miho Fukuhara

## В записи участвовали
- Элвис Пресли — вокал
- Ben Clement — ударные
- Patrick Levergne — бас-гитара
- JS «The Flash» Chouinard, Mike Plant, Steve Nadeau, Martin Bachand, Paul Deslauriers, Erich van Tourneau — электрогитары
- Olivier Goulet, Erich van Tourneau — акустические гитары
- Erich van Tourneau — пианино, клавишные
- Guy Belanger — губная гармоника
- Jean-Francois Thibeault, Brune Dumont, David Perrico, Jean-Francois Gagnon — духовая секция
- DJ Pocket — диджеинг

совокал
- Dea Norberg — «Love Me Tender»
- Jennlee Shallow — «King Creole»
- Sherry St-Germain — «Can’t Help Falling In Love»
- Stacie Tabb — «Suspicious Minds»

## Чарты и сертификаты
| Чарт (2010)    | Высшая позиция |
| -------------- | -------------- |
| Top 100 Albums | 13             |

| Регион                                                                      | Сертификация | Продажи |
| --------------------------------------------------------------------------- | ------------ | ------- |
| Швеция (GLF)                                                                | Золотой      | 20 000  |
| Данные о продажах + прослушиваниях приведены только на основе сертификации. |              |         |